# Гипотеза Редмонда — Суня
Гипотеза Редмонда — Суня, высказанная Стефаном Редмондом и Чживэй Сунем в 2006 году, утверждает, что любой интервал [x m, y n], где x, y, m, n ∈ {2, 3, 4, …}, содержит простые числа с конечным числом исключений. Вот интервалы [x m, y n], для которых гипотеза не выполняется:
{\displaystyle [2^{3},\,3^{2}],\ [5^{2},\,3^{3}],\ [2^{5},\,6^{2}],\ [11^{2},\,5^{3}],\ [3^{7},\,13^{3}],}
{\displaystyle [5^{5},\,56^{2}],\ [181^{2},\,2^{15}],\ [43^{3},\,282^{2}],\ [46^{3},\,312^{2}],\ [22434^{2},\,55^{5}].}
Гипотеза была проверена для интервалов [x m, y n] ниже 4.5 x 1018. Гипотеза включает в качестве частных случаев гипотезу Каталана и гипотезу Лежандра. Она связана также с abc-гипотезой, как полагает Карл Померанс.